# Odontarrhena caliacrae
Odontarrhena caliacrae (syn. Alyssum caliacrae Nyár.) — вид квіткових рослин родини капустяних (Brassicaceae).

## Біоморфологічна характеристика
Це багаторічна рослина 15–25 см заввишки. Рослина з численними стеблами. Листки лопатчасто-зворотно-яйцюваті, верхні більш вузькі. Пелюстки 1.4–2.6 мм завдовжки. Стручечки широко еліптичні чи майже серцеподібні, 2.2–4.2 мм завдовжки.

## Поширення
Росте на південному сході Європи: Болгарія, Греція, Крим, Румунія, колишня Югославія.
В Україні росте на кам'янистих схилах, пісках, вапняках — у Криму.